# 阮敦復
阮敦復（越南语：／，1878年—1954年），字希案（Hi Án），一說希幹（Hi Cán），號松雲道人（／），越南記者、文學家。阮敦復從1922年起爲《南風》雜誌撰寫文章，是該雜誌的支柱之一。

## 生平

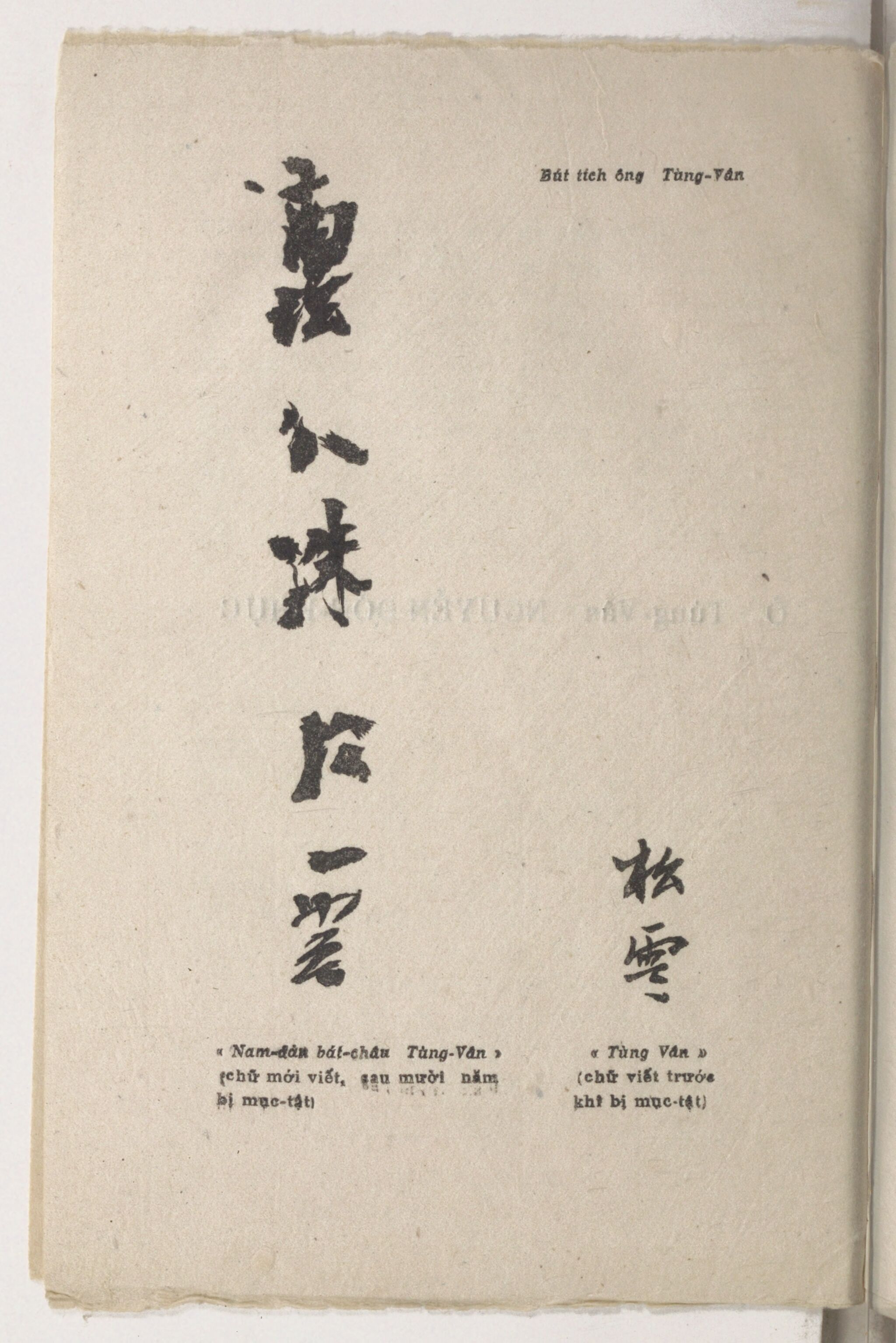
阮敦復題字

阮敦復原籍清化省，1878年出生於北寧省慈山府東英縣（今屬河內市）。
年少時的阮敦復，因爲父親在越南中部做知府，只能在家跟着母親學習國語字。1883年協和帝遇害後，阮敦復的父親辭官回鄉，辦學教授漢字，阮敦復從此開始學習漢字。
1900年後，阮敦復定居於河東省懷德府羅內村。
阮敦復逝世於1954年（甲午年）。

## 外部鏈接
- Trang thơ Nguyễn Đôn Phục - Tùng Vân （页面存档备份，存于）